# 马利诺 (莫斯科州)
马利诺（羅馬化：Malino）是俄罗斯莫斯科州的市级镇，属州辖市斯图皮诺市（城市区），地处莫斯科州东南部，在区行政中心斯图皮诺东北、州府莫斯科东南方，镇西南部有一同名军用机场。莫斯科河流域内一条小河戈罗焦恩卡河（Городёнка）穿过该镇。
该地2021年人口有3,672人；2010年人口4,108；2002年人口4,363；1989年人口3,172。